# Цибівка (Куп'янський район)
Цибі́вка — село в Україні, у Куп'янському районі Харківської області. Входить до складу Кіндрашівської сільської громади. Населення становить 30 осіб.

## Географія
Село Цибівка розташоване на відстані 2 км від сіл Просянка, Миколаївка Перша і Курочкине. За 2 км розташоване колишнє село Абрамів Яр. Поруч проходить залізниця, найближчі станції Гусинка і Платформа 120 км. За 2 км східніше знаходилося колишнє село Абрамів Яр.

## Історія
- 1798 — дата заснування.
- 7 (20) листопада 1917 року, відповідно до Третього Універсалу Української Центральної Ради, увійшло до складу Української Народної Республіки[1].
- До 2020 року орган місцевого самоврядування — Просянська сільська рада.
- 12 червня 2020 року, відповідно до розпорядження Кабінету Міністрів України № 725-р «Про визначення адміністративних центрів та затвердження територій територіальних громад Харківської області», увійшло до складу Кіндрашівської сільської територіальної громади[2].